# Port lotniczy Omsk
Port lotniczy Omsk (IATA: OMS, ICAO: UNOO) – port lotniczy położony 5 km na południowy zachód od Omska, w obwodzie omskim, w Rosji.

## Kierunki lotów i linie lotnicze
| Linia lotnicza    | Kierunek |
| ----------------- | --- |
| Aerofłot          | 1. Krasnojarsk 2. Moskwa-Szeremietiewo |
| AZIMUT            | 1. Ufa |
| Azur Air          | Sezonowe czartery: 1. Goa 2. Nha Trang 3. Pattaya 4. Phuket |
| IrAero            | Sezonowo: 1. Irkuck 2. Soczi |
| NordStar          | 1. Krasnojarsk 2. Norylsk (od 24 maja 2024) 3. Jekaterynburg |
| Nordwind Airlines | 1. Moskwa-Szeremietiewo 2. Sankt Petersburg |
| Pobeda            | 1. Moskwa-Wnukowo |
| Qazaq Air         | 1. Astana |
| Red Wings         | 1. Astana 2. Barnauł 3. Biełgorod 4. Czelabińsk 5. Irkuck 6. Iżewsk 7. Kazań 8. Kemerowo 9. Machaczkała 10. Mineralne Wody (od 2 marca 2024) 11. Mirny 12. Murmańsk 13. Niżniekamsk 14. Niżny Nowogród 15. Norylsk 16. Nowokuźnieck 17. Nowy Urengoj 18. Orenburg 19. Perm 20. Samara 21. Saratów-Gagarin 22. Tiumeń 23. Ufa 24. Ułan-Ude 25. Uljanowsk 26. Wołgograd 27. Woroneż 28. Jekaterynburg |
| Rossija           | 1. Sankt Petersburg |
| S7 Airlines       | 1. Irkuck 2. Moskwa-Domodiedowo 3. Nowosybirsk |
| Ural Airlines     | 1. Baku 2. Moskwa-Domodiedowo |
| UTair Aviation    | 1. Chanty-Mansyjsk 2. Surgut 3. Tomsk |
| UVT Aero          | 1. Kazań 2. Samara 3. Tobolsk 4. Tomsk |
| Yamal Airlines    | 1. Nadym 2. Nowy Urengoj 3. Nojabrsk 4. Salechard |